# Teizō Takeuchi
Teizō Takeuchi (竹内 悌三?, Takeuchu Teizō; Tokyo, 6 novembre 1908 – 12 aprile 1946) è stato un calciatore giapponese, di ruolo difensore.